# Menneville (Pas-de-Calais)
Menneville település Franciaországban, Pas-de-Calais megyében. Lakosainak száma 652 fő (2022. január 1.). Menneville Selles, Desvres, Bournonville, Saint-Martin-Choquel és Courset községekkel határos.

## Népesség
A település népességének változása:
| Lakosok száma | 714  | 714  | 728  | 700  | 685  | 670  | 664  | 656  | 652  |
|               | 2013 | 2015 | 2016 | 2017 | 2018 | 2019 | 2020 | 2021 | 2022 |